# عايشين اللحظة (فلم)
عايشين اللحظة فيلم مصري إنتاج عام 2010، بطولة إيساف وراندا البحيري.

## القصة
تدور قصة الفيلم حول مشاكل الشباب المطروحة بشكل عميق خلال أحداث الفيلم خاصة وأن الشباب ليسوا سبباً في المشاكل ولكنهم يعانون منها، ويستعرض الفيلم أنماط مختلفة من مشاكل الشباب في عدم القدرة على الحب والحصول على عمل.

## الأبطال
- ياسر فرج.
- إيساف.
- راندا البحيري.
- إيناس النجار.
- عايدة رياض.
- فتوح أحمد.
- عبد الله مشرف.
- ميار الغيطي.
- فكري صادق.
- معتز التوني.
- احمد قدري.

## روابط خارجية
- مقالات تستعمل روابط فنية بلا صلة مع ويكي بيانات